# داليا أحمد
داليا أحمد إعلامية سوادنية تعمل في قناة الجديد اللبنانية.

## حياتها
ولدت في مصر من أب سوداني وأم مصرية، جاءت مع والديها إلى لبنان في عمر الخمسة أشهر فعاشت وترعرعت ودرست في بيروت، تعرضت للعنصرية بسبب لون بشرتها الداكن، درست الإدارة والتسويق، ولكنها فضلت الإعلام.

### حياتها الأسرية
تزوّجت من رجل الأعمال مصطفى القواص في العام 2015، ورُزقّت بطفلتين هما «شام» و«شاها».

## مشوارها المهني
دخلت مصادفة مجال التلفزيون هناك عندما افتتحت قناة الجديد قدّمت، طلباً للحصول على وظيفة، وسرعان ما تمت الموافقة على طلبها وباشرت العمل.
لسنوات طويلة في قناة الجديد غادرت لبنان بعد ترحيلها بسبب مشاكل قضائية للعمل متعلقة بتصريح العمل كونها سوادنية الجنسية وعدم تجديد إقامتها في قناة الحرة عام 2003 ثم للعمل في قناة أو تي في  عادت بعدها للجديد لتغيب عن الشاشة في ديسمبر 2018 للتفرغ لحياتها الأسرية وتنقلت للعيش بين لبنان وأوروبا. في مارس 2019 أطلت مرة أخرىفي أكتوبر 2021 قدمت برنامج «فشة خلق»